# Gora Alagordy
Gora Alagordy es el nombre que recibe una montaña en los montes de Tarbagatay-Jungarskiy en la cordillera de Tien Shan. Se encuentra en la frontera internacional entre los países asiáticos de Kazajistán y China. Gora Alagordy tiene una elevación de 4.622 metros (15.164 pies) sobre el nivel del mar.